# Ilhéu Rabo de Junco
Ilhéu Rabo de Junco (Djeu Rób d Junk w języku krioulo z Wysp Zielonego Przylądka) – wysepka położona blisko 500 m na zachód od najbliższego punktu wyspy Sal.
Ilhéu Rabo de Junco administracyjnie jest częścią jednostki samorządowej Sal. Wysepka jest wulkaniczną podwodną górą i kiedyś była połączona z resztą wyspy.

## Geografia
Długość wysepki wynosi 260 metrów, a szerokość 170 metrów. Jest częścią morskiego rezerwatu przyrody Baía da Murdeira.